# Solfossidi

Struttura generale dei solfossidi con in blu il gruppo funzionale solfinile.

Un solfossido è un composto chimico contenente un gruppo funzionale solfinile, >S=O, con S tetravalente unito a due residui idrocarburici, cioè alchili o arili. Tale gruppo bivalente >S=O assomiglia formalmente al gruppo >C=O (carbonile), anch'esso bivalente, originando composti, i solfossidi, aventi formule apparentemente simili ai chetoni; tuttavia, l'analogia è solo parziale: nei solfossidi l'atomo di zolfo, diversamente da C nei chetoni, ha una coppia di elettroni solitaria ed avendo anche tre legami sigma è ibridato sp3, mentre il carbonio nel gruppo carbonile >C=O, con tre legami sigma soltanto è ibridato sp2. 
Questo comporta che la molecola di un solfossido sia piramidale, non planare come in aldeidi e chetoni. Se i due gruppi alchilici (arilici) differiscono tra loro, cioè se R ≠ R', si può considerare la coppia solitaria come un quarto sostituente in una struttura geometrica che potrebbe dirsi pseudo tetraedrica, assomigliando qui lo zolfo a un carbonio sp3 con quattro sostituenti diversi, anche se ciò non è necessario. L'atomo di zolfo in tal caso diviene un centro chirale: la molecola non sarà sovrapponibile alla sua immagine speculare e si avranno quindi due possibili enantiomeri. Sebbene l'atomo di zolfo sia qui soggetto ad inversione ad ombrello dei tre sostituenti (qui R, R' e O) come accade per quello di azoto nell'ammoniaca e nelle ammine, nell'atomo di zolfo dei solfossidi accade che tale inversione ha una barriera energetica molto più alta che per l'azoto nelle ammine. Ciò al punto da garantire al solfossido la stabilità ottica, cioè, il tasso di racemizzazione (la velocità di trasformazione da un enantiomero all'altro) è trascurabile a temperatura ambiente. I solfossidi chirali sono presenti in certi farmaci come l'esomeprazolo, e sono anche impiegati come ausiliari chirali. Molti solfossidi chirali sono preparati con un'ossidazione catalitica stereoselettiva di solfuri non chirali con un metallo di transizione e un ligando chirale.
I solfossidi possono essere considerati come il primo stadio dell'ossidazione dei solfuri di alchile (arile), ossia dei tioeteri, mentre il secondo (e ultimo) stadio è rappresentato dai solfoni (S esavalente); schematicamente:
RR'S + [O]  →  RR'S=O
RR'S=O + [O]  →  RR'S(=O)2
dove [O] rappresenta un atomo di ossigeno fornito al solfuro (o solfossido, nel secondo stadio) da perossidi, in particolare da acido peracetico, m-cloroperbenzoico e simili. Questa ossidazione parziale dei tioeteri, controllata, costituisce la principale via di sintesi dei solfossidi, mentre l'altra via teoricamente possibile concernente la riduzione parziale di solfoni non è pratica.
Un'altra via che porta ai solfossidi è l'ossidazione dei solfuri con tetrossido di diazoto (N2O4) liquido, condotta in etanolo a basse temperature; si riesce così ad evitare la formazione di solfoni e inoltre il solfossido in tal modo si ottiene anidro, a differenza del metodo dei perossidi.
Il capostipite dimetilsolfossido è un comunissimo solvente dipolare aprotico, solubile in ogni proporzione con l'acqua e miscibile con molti altri solventi organici eccetto i non polari; è un significativo reagente nucleofilo, sia attraverso l'atomo di ossigeno, che quello di zolfo. È anche un legante di ioni metallici.
Una molecola naturale contenente la struttura del solfossido è l'alliina, presente nell'aglio.

## Natura del legame
I solfossidi sono solitamente rappresentati con la formula strutturale R-S(=O)-R', dove R e R' sono gruppi organici. Il legame tra l'atomo di zolfo e quello di ossigeno differisce dai normali doppi legami tra carbonio e ossigeno nei chetoni in quanto è decisamente più polare. Il legame π (qui tra un orbitale d di S e uno p di O) è più debole dato che l'orbitale 3d di S è ad un livello energetico considerevolmente più alto in confronto al 2p dell'ossigeno (2° periodo) e tale divario di energia riduce di molto la loro sovrapposizione e quindi l'energia del legame π; oppure, da altro punto di vista, riduce la retrodonazione da parte di O- all'atomo di zolfo tramite, appunto, il legame π. Ciò sfavorisce la prima forma di risonanza e prevale quindi la seconda, quella con separazione di carica (sotto a destra); ciò comporta un notevole aumento del momento di dipolo per la molecola: 3,96 D nel dimetilsolfossido contro 2,88 D nell'acetone. Comportamento simile si ha per il fosforo negli ossidi di fosfina terziaria, R3P=O.
Un'altra conseguenza di questo indebolimento del legame π è nella notevole diminuzione di stabilizzazione del carbanione (che è un'ilide allo zolfo) generato per deprotonazione di un C-H in posizione α dei solfossidi rispetto a quanto accade nei chetoni, con conseguente notevole diminuzione di forza acida (pKa) dei solfossidi rispetto ai corrispondenti chetoni. Altra conseguenza della polarità del legame sono, prendendo come esempio il DMSO, l'elevata costante dielettrica (εr = 47,24), indice di estesa associazione delle molecole nella fase liquida, e i punti di fusione (19 °C) e di ebollizione (189 °C) decisamente alti per una molecola tutto sommato piccola e se confrontati con l'acetone.

## Reazioni
I solfuri di alchile o arile (RR'S) sono i tipici materiali di partenza per l'ottenimento dei solfossidi. Per esempio, il solfuro di metile (CH3)2S viene ossidato  con perossidi a dimetilsolfossido.  L'ossidazione ulteriore porta a dimetilsolfone.
I solfossidi, in particolare il DMSO, hanno un comportamento nucleofilo: come tali sono alchilabili sullo zolfo per dare ioni solfossonio [R3S=O]+ (ioni isoelettronici con gli ossidi di fosfine terziarie R3P=O) e sono anche ottimi ligandi, spesso all'ossigeno, a volte anche allo zolfo, per ioni metallici. I solfossidi alchilici con almeno un idrogeno in posizione alfa (il DMSO è tale) sono suscettibili alla deprotonazione da parte di basi forti, come l'idruro di sodio.